# Ytterselö distrikt
Ytterselö distrikt är ett distrikt i Strängnäs kommun och Södermanlands län. 
Distriktet ligger nordöstra delen av kommunen vid Mälaren. 

## Tidigare administrativ tillhörighet
Distriktet inrättades 2016 och utgörs av socknen Ytterselö i Strängnäs kommun.
Området motsvarar den omfattning Ytterselö församling hade vid årsskiftet 1999/2000.